# Anikó Kovacsics
Dans le nom hongrois Kovacsics Anikó, le nom de famille précède le prénom, mais cet article utilise l’ordre habituel en français Anikó Kovacsics, où le prénom précède le nom.
Anikó Cirjenics-Kovacsics, née le 29 août 1991 à Nagyatád, est une handballeuse internationale hongroise.

## Palmarès

### Club
compétitions internationales
- Ligue des champions
  - vainqueur (2) : 2013 et 2014 (avec Győri ETO KC)
- finaliste (4) : 2009, 2012, 2016 (avec Győri ETO KC) et 2023 (avec Ferencváros TC)

compétitions nationales
- championne de Hongrie
  - Vainqueur (10) : 2008, 2009, 2010, 2011, 2012, 2013, 2014, 2016 (avec Győri ETO KC) et 2021, 2024 (avec Ferencváros TC)
  - Vice-champion (7) : 2007, 2015, 2017, 2018, 2019, 2022, 2023
- coupe de Hongrie
  - Vainqueur (13) : 2008, 2009, 2010, 2011, 2012, 2013, 2014, 2015, 2016 (avec Győri ETO KC), 2017, 2022, 2023, 2024 (avec Ferencváros TC)
  - Finaliste (1) : 2019

### Sélection nationale
championnat d'Europe
- médaille de bronze au championnat d'Europe 2012

autres
- finaliste du championnat d'Europe junior en 2009[3]

### Distinctions individuelles
- élue meilleure demi-centre de la Ligue des champions en 2015[4]
- élue meilleure ailière gauche de la Ligue des champions en 2016[5]
- élue meilleure meilleure handballeuse de l'année en Hongrie en 2018.